# Eucelatoria tinensis
Eucelatoria tinensis är en tvåvingeart som beskrevs av Townsend 1927. Eucelatoria tinensis ingår i släktet Eucelatoria och familjen parasitflugor.
Artens utbredningsområde är Peru. Inga underarter finns listade i Catalogue of Life.